# Норовкова, Антонина Ивановна
Антонина Ивановна Норовкова (1916 — ?) — советская деятельница сельского хозяйства, председатель колхоза имени Ивана Франко села Павловка Нововолынского района Волынской области, Герой Социалистического Труда (7.03.1960). Кандидат в члены ЦК КПУ в 1960-1961 годах.

## Биография
Член ВКП(б) с 1940 года.
Работала на предприятиях города Днепропетровска.
До 1955 года — председатель промысловой артели в городе Днепропетровске.
В 1955-1958 г. — председатель колхоза имени Мануильского села Павловка Иваничевского района Волынской области.
С 1958 года — председатель объединенного колхоза имени Ивана Франко села Павловка Нововолынского (теперь — Иваничевского района Волынской области.

## Награды
- Герой Социалистического Труда (7.03.1960)
- орден Ленина (7.03.1960)
- орден Трудового Красного Знамени (26.02.1958)
- медали